# Dieter Gerdes (Politiker)
Dieter Gerdes (* 25. Mai 1942 in Augustfehn (Ammerland); † 24. Dezember 2023) war ein deutscher Politiker (CDU) und Mitglied der Bremischen Bürgerschaft.

## Biografie
Gerdes war als Sozialversicherungsangestellter in Bremen tätig.

### Politik
Er wurde Mitglied der CDU und war im Vorstand des CDU-Verbandes Horn-Lehe sowie im CDA Bremen Stadt. Ab den 1980er Jahren war er bis 1995 Mitglied im Stadtteilbeirat Bremen-Horn-Lehe, dort CDU-Fraktionsvorsitzender und ab November 1991 Beiratssprecher. Er sprach sich für eine Verlängerung der Straßenbahnlinie 6 von der Universität nach Borgfeld aus und gegen die realisierte Verlängerung der Linie 4. Die CDU stimmte einer Bebauung östlich der Universität mit Gewerbe und Wohnungen zu.
Von 1995 bis 1999 war er Mitglied der 14. Bremischen Bürgerschaft und dort Mitglied verschiedener Deputationen, u. a. für Umwelt.

### Weitere Mitgliedschaften
Gerdes wirkte in Horn-Lehe als Stadtteilführer. Er war langjähriger Vorsitzender des Vereins der Freunde des Rhododendron-Parks Bremen und Vorsitzender des Bürgervereins Horn-Lehe sowie des Fördervereins zur Erhaltung der Horner Mühle.